# حاتم إبراهيم
حاتم إبراهيم (1975-) هو لاعب شطرنج مصري. حصل على لقب أستاذ دولي من الاتحاد الدولي للشطرنج (FIDE) عام 2011. تأهل إلى كأس العالم للشطرنج 2011، حيث هزمه شهريار ماميدياروف في الجولة الأولى.

## روابط خارجية
- حاتم ابراهيم على موقع الاتحاد الدولي للشطرنج (الإنجليزية)
- حاتم ابراهيم على موقع مباريات الشطرنج (الإنجليزية)
- حاتم ابراهيم على موقع 365Chess.com (الإنجليزية)
- حاتم ابراهيم على موقع Chesstempo.com (الإنجليزية)